# Izbyń (przystanek kolejowy)
Izbyń (biał. Ізбынь, ros. Избынь) – przystanek kolejowy w pobliżu miejscowości Izbyń, w rejonie chojnickim, w obwodzie homelskim, na Białorusi. Leży na linii Wasilewicze - Chojniki.